# Бухалов Юрій Федорович
Юрій Федорович Бухалов (нар. 27 липня 1921, місто Харків — 10 листопада 1996, місто Харків) —  український радянський філософ, секретар Харківського обласного комітету КПУ. Доктор філософських наук (1973), професор.

## Життєпис

Могила Юрія Бухалова на Другому кладовищі Харкова

З червня по жовтень 1941 року — в Червоній армії. Служив у 69-му стрілецькому полку 97-ї стрілецької дивізії. Учасник німецько-радянської війни.
У 1944 році закінчив Харківський авіаційний інститут.
Член ВКП(б) з 1944 року.
У 1944—1948 роках — на керівних посадах У Харківському міському комітеті ЛКСМУ та в ЦК ЛКСМУ.
З 1948 року — на викладацькій роботі.
У 1949 році закінчив Вищу партійну школу при ЦК ВКП(б).
З 1950 по 1975 рік — доцент кафедри філософії Харківського державного університету.
16 вересня 1961 — січень 1963 року — секретар Харківського обласного комітету КПУ з питань ідеології.
У 1963—1975 роках — завідувач кафедри філософії Харківського державного університету.
У 1975—1996 роках — професор кафедри філософії Харківського державного університету імені В. Каразіна.
Займався дослідженням історії філософської думки в Україні (філософські та суспільно-політичні погляди Грабовського), проблемами гносеології, логіки та методології науки, співвідношення суб'єктивного та об'єктивного в практиці та пізнанні, пізнавальної активності суб'єкта та ін.

## Основні праці
- Общественно-политические взгляды П. А. Грабовского. К., 1957
- О соотношении субъективного и объективного в познавательном образе // ВФ. 1961. № 5
- Активность субъекта и объективность истины // ФН. 1975. № 4
- Про специфіку філософських категорій і законів // ФД. 1987. № 4
- Предмет и структура диалектического материализма. Х., 1989.

## Звання
- майор

## Нагороди
- орден Вітчизняної війни ІІ ст. (6.04.1985)
- ордени
- медалі
- Заслужений працівник вищої школи Української РСР (1982)
- Заслужений діяч науки і техніки України (1992)